# باسوف ۳۵۹۹
سیارک ۳۵۹۹ (به انگلیسی: 3599 Basov، نامگذاری:1978PB3) سه هزار و پانصد و نود و نهمین سیارک کشف شده‌است که در ۸ اوت ۱۹۷۸ کشف شد.
قدر مطلق سیارک برابر ۱۱٫۸۰ است.